# Fajoles
Fajoles é uma comuna francesa na região administrativa de Occitânia, no departamento de Lot. Estende-se por uma área de 8,98 km². Em 2010 a comuna tinha 301 habitantes (densidade: 33,5 hab./km²).